# ヴァーツラフ・ブロジーク
ヴァーツラフ・ブロジーク（Václav Brožík 、1851年3月6日 - 1901年4月15日）はチェコの画家である。おもに歴史画を描いた。

## 略歴
現在のプルゼニ州のトジェモシュナー（Třemošná）の貧しい家に生まれた。版画や陶器の絵付けの仕事をした後、1868年に地元の地主の支援を受けてプラハの美術アカデミーに入学し、エミール・ラウファー(Emil Lauffer)に学んだ。1871年にドレスデンの美術学校に移り、1873年にミュンヘン美術院に移り、ミュンヘンではカール・フォン・ピロティに学んだ。ミュンヘン美術院を卒業した後、プラハに短期間戻った後、1876年から1879年までパリを拠点とし、オランダなども旅した。パリで1879年にパリの裕福な画商の娘と結婚し、それ以降はパリとプラハを行き来する生活を続けた。1893年からプラハの美術アカデミーで教え始めた。ブロジークの教えた学生には彫刻家になったアロイス・リーバー（Alois Rieber）がいる。
1896年に彼はパリの芸術アカデミーの会員に選ばれた。パリで心臓病で亡くなり、パリに埋葬された。

## 作品

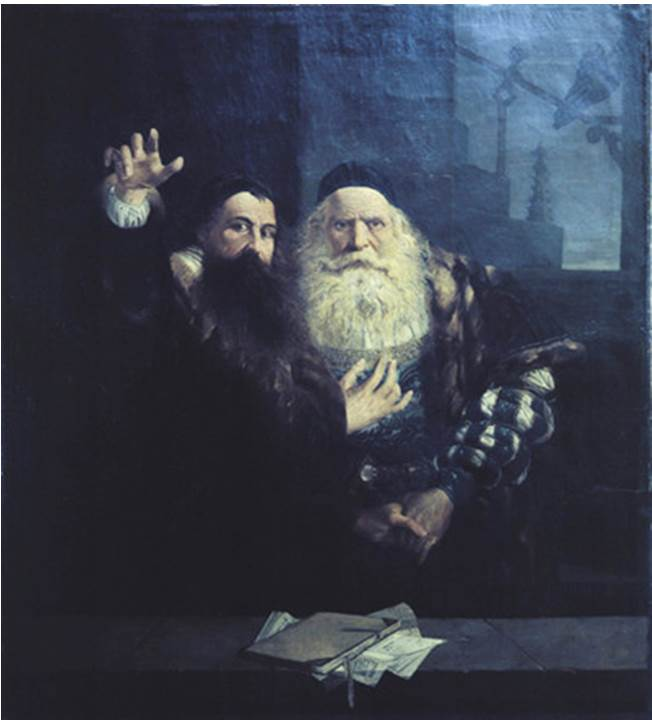
ヨハネス・アモス・コメニウス(1873)
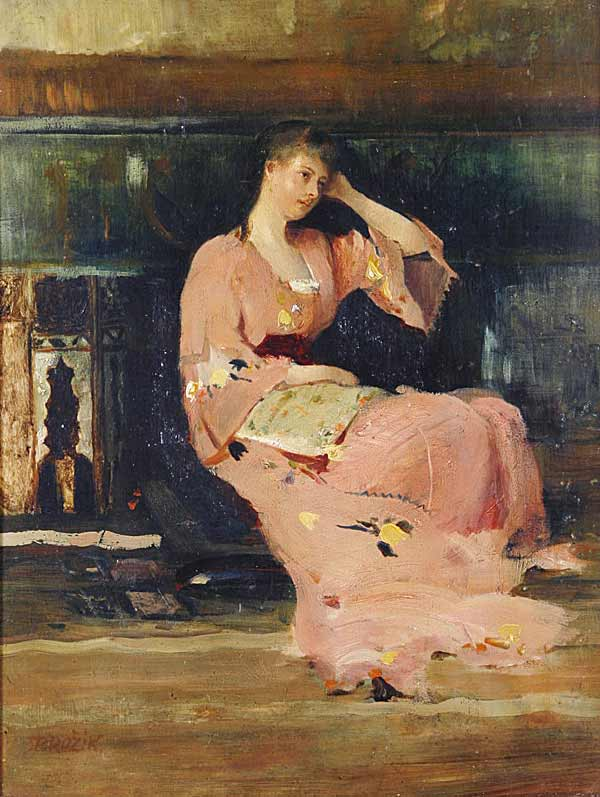
座っている女性
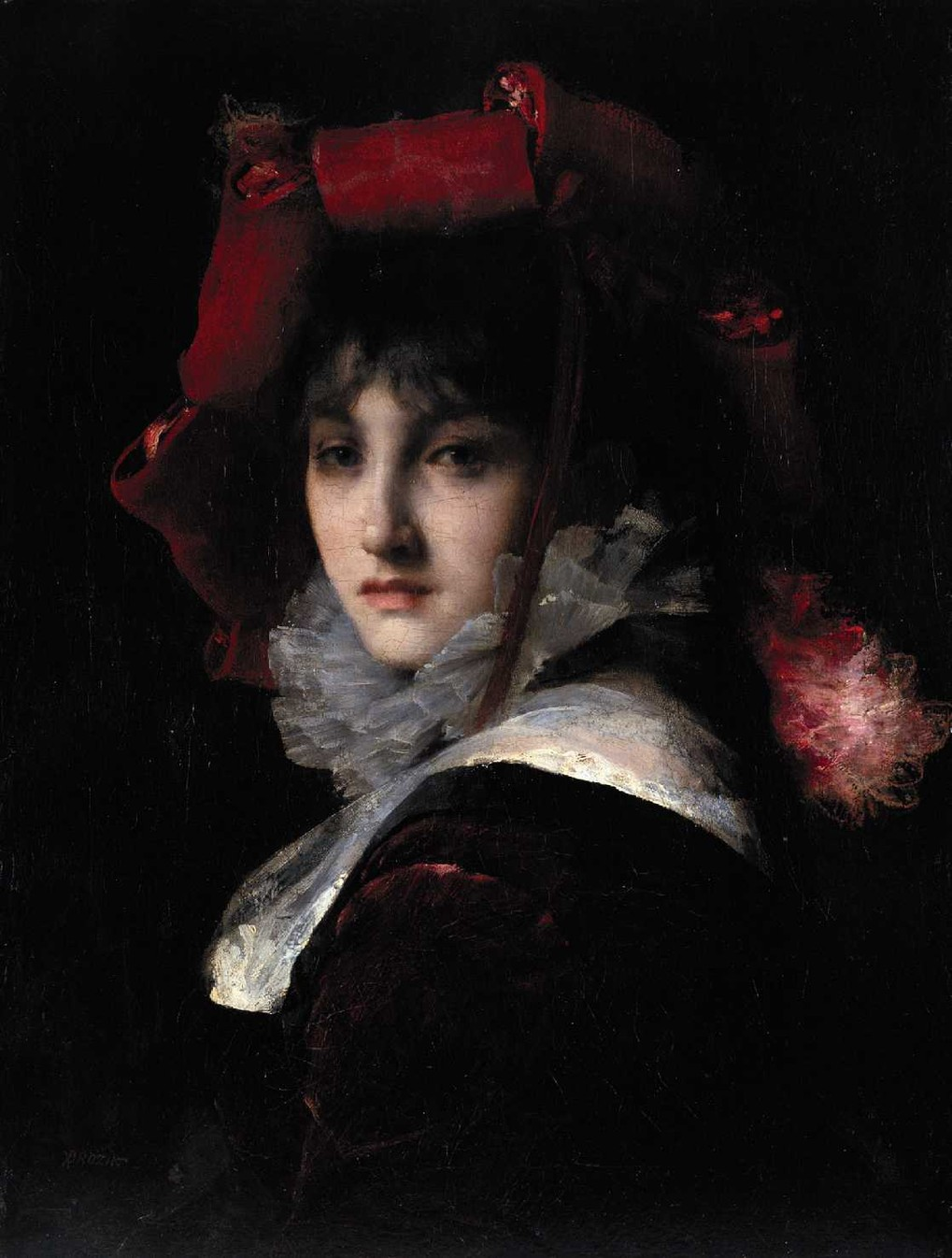
madame Christiane Fuller
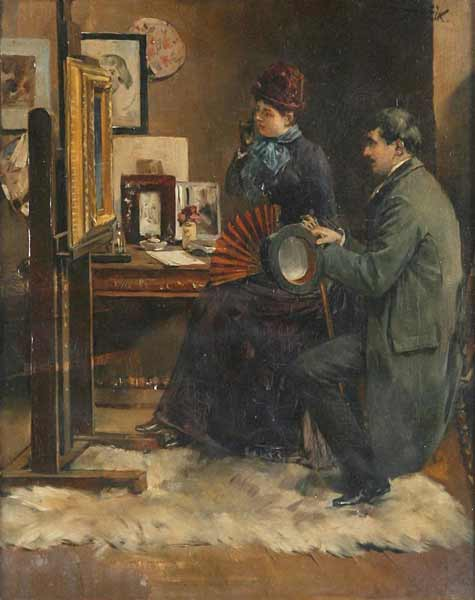
スタジオの客

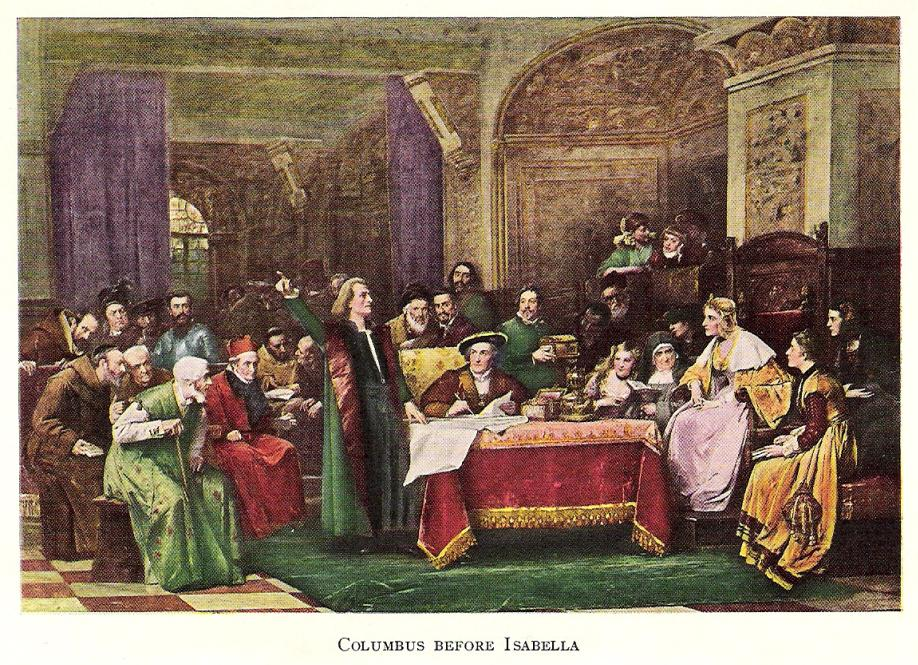
コロンブスとイサベル女王
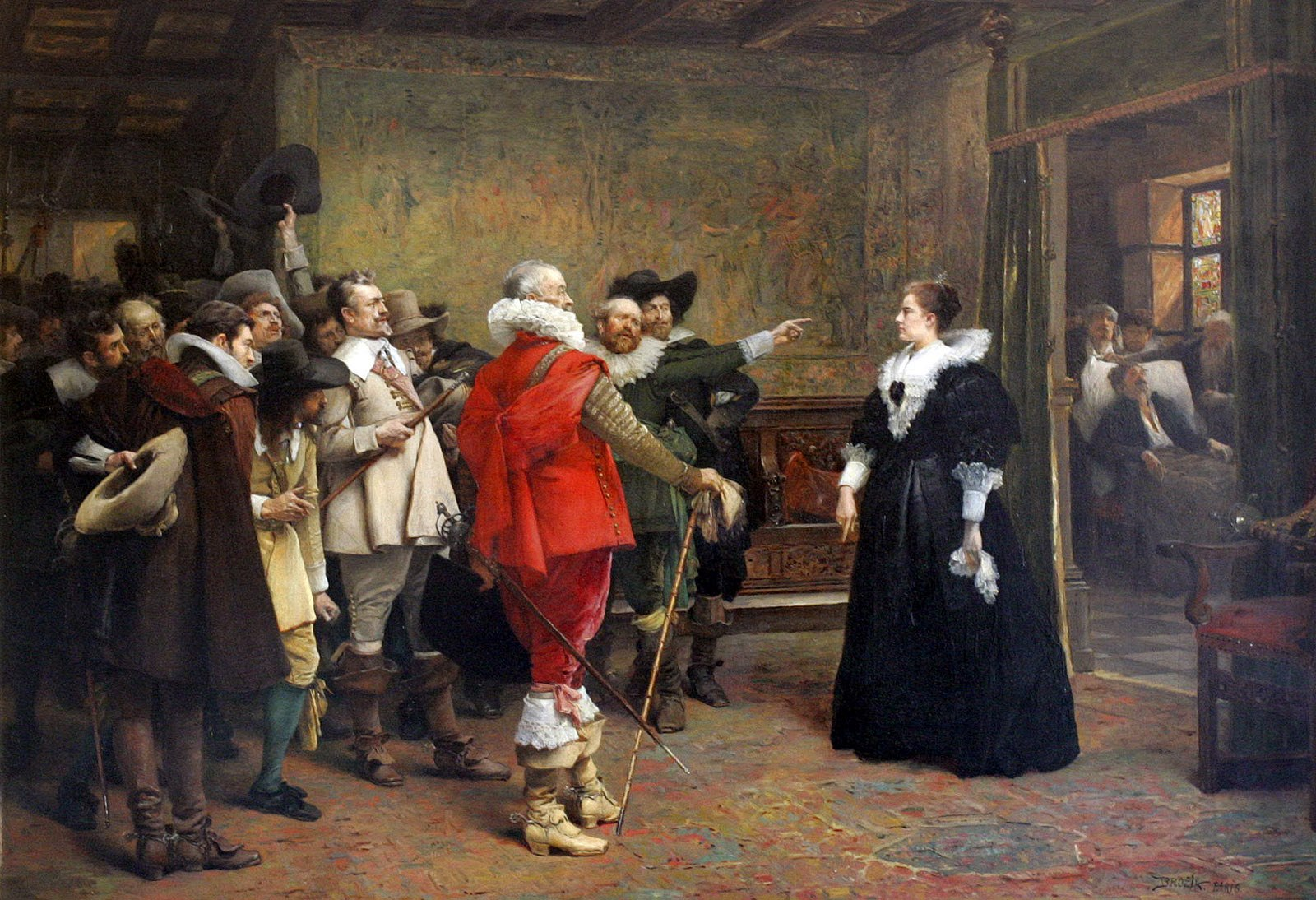
ロプコヴィッツ家のPolyxena
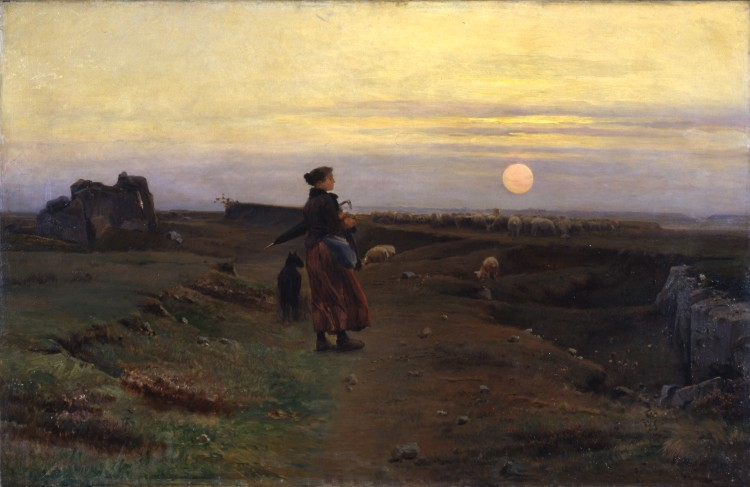
ブルターニュの羊飼い（1890）